# Локоротондо
Локоротондо (итал. Locorotondo) — коммуна в Италии, располагается в регионе Апулия, в провинции Бари.
Население составляет 14 108 человек (2008 г.), плотность населения составляет 300 чел./км². Занимает площадь 47 км². Почтовый индекс — 70010. Телефонный код — 080.
Покровителями коммуны почитаются святые Рох, празднование 16 августа, и святой Георгий, празднование 23 апреля.

## Демография
Динамика населения:

## Администрация коммуны
- Официальный сайт: http://www.comune.locorotondo.ba.it/